# منطقة لاندسبيرغ أم لش
مِنطقَة لَانْدسبِيرغٌ أَم لِش (بالأَلمانِيَّة: Landkreis Landsberg am Lech) هي دائِرَة رِيفِيَّة أَلمانِيَّة تَّابعة لمُحافظة باڤارِيا العُليَا في وِلاَية باڤارِيا في جُمهُوريَّة أَلمَانيَا الاِتّحاديّة. وتضُمّ مِنطقَة لَانْدسبِيرغٌ أَم لِش مدِينة واحِدة، وسُوقين، وثمَانٍ وعِشرِين بَلدة، وبَلدة واحِدة حُرَّة بمِساحة تُقَدَّر بحَوالَي 804 كم2.

## التّقسِيمات الإِدارِيّة
تضُمّ مِنطقَة لَانْدسبِيرغٌ أَم لِش مدِينة واحِدة، وسُوقين، وثمَانٍ وعِشرِين بَلدة، وبَلدة واحِدة فِي المَجَال الإِدَارِيِّ الحُرَّ بمِساحة تُقَدَّر بحَوالَي 804 كم2. وهي كالتَّالي:

### المُدن
| اِسم المدِينة     | ٱلِٱسم بالأَلمانِيَّة        | عَدد السُكَّان | المِساحَة (كم²) |
| --------------- | ----------------------- | ---------- | ------------- |
| لَانْدسبِيرغٌ أَم لِش | Stadt Landsberg am Lech | 28٬824     | 57            |

### الأَسوَاق
| اِسم السُّوق            | ٱلِٱسم بالأَلمانِيَّة         | عَدد السُكَّان | المِساحَة (كم²) |
| -------------------- | ------------------------ | ---------- | ------------- |
| سُوق دِيسِّينَ أَم أَمِّيرسِيّه | Markt Dießen am Ammersee | 10٬491     | 82            |
| سُوق كَآُوفِيرِينغٌ        | Markt Kaufering          | 10٬375     | 17            |

### البلدَات
| اِسم البلدَة              | ٱلِٱسم بالأَلمانِيَّة                            | عَدد السُكَّان | المِساحَة (كم²) |
| ----------------------- | ------------------------------------------- | ---------- | ------------- |
| بَلْدَة أَبفِيلِدُورف          | Gemeinde Apfeldorf                          | 1٬121      | 12            |
| بَلْدَة دِينكلِينغِن          | Gemeinde Denklingen                         | 2٬623      | 57            |
| بَلْدَة إِشينغٌ أَم أَمِّيرسِيّه   | Gemeinde Eching am Ammersee                 | 1٬703      | 7             |
| بَلْدَة إِجلِينغٌ آن دِير بَار  | Gemeinde Egling an der Paar                 | 2٬284      | 21            |
| بَلْدَة إِريسِينغٌ            | Gemeinde Eresing                            | 1٬829      | 14            |
| بَلْدَة فِينِّينغٌ             | Gemeinde Finning                            | 1٬823      | 23            |
| بَلْدَة فُوكستَآل            | Gemeinde Fuchstal                           | 3٬785      | 39            |
| بَلْدَة جِيلتِيندُورف         | Gemeinde Geltendorf                         | 5٬633      | 35            |
| بَلْدَة غرآيْفِينبِيرغٌ        | Gemeinde Greifenberg                        | 2٬268      | 8             |
| بَلْدَة هُوفِشتِيتِّن           | (Gemeinde Hofstetten (Oberbayern            | 1٬893      | 17            |
| بَلْدَة هُورلَآَخْ             | Gemeinde Hurlach                            | 1٬834      | 17            |
| بَلْدَة إِيجلِينغٌ            | Gemeinde Igling                             | 2٬549      | 27            |
| بَلْدَة كِينسَآو             | Gemeinde Kinsau                             | 1٬058      | 11            |
| بَلْدَة أُوبِرمَآيْتِينغِنٌ       | Gemeinde Obermeitingen                      | 1٬718      | 10            |
| بَلْدَة بِنزِينغٌ             | (Gemeinde Penzing (Bayern                   | 3٬659      | 34            |
| بَلْدَة برِيتّرِيشِينغٌ         | Gemeinde Prittriching                       | 2٬471      | 25            |
| بَلْدَة بُورغِنٌ              | Gemeinde Pürgen                             | 3٬455      | 21            |
| بَلْدَة رَآيْشلِينغٌ           | Gemeinde Reichling                          | 1٬666      | 23            |
| بَلْدَة غُوت                | (Gemeinde Rott (Landkreis Landsberg am Lech | 1٬596      | 19            |
| بَلْدَة شيُورِينغٌ            | Gemeinde Scheuring                          | 1٬951      | 21            |
| بَلْدَة شُوندُورف أَم أَمِّيرسِيّه | Gemeinde Schondorf am Ammersee              | 3٬940      | 6             |
| بَلْدَة شڤِيفِتِينغٌّ           | Gemeinde Schwifting                         | 1٬011      | 11            |
| بَلْدَة تَآينينغٌ            | Gemeinde Thaining                           | 981        | 9             |
| بَلْدَة اُونتِيردِيّسِّن         | Gemeinde Unterdießen                        | 1٬446      | 12            |
| بَلْدَة أُوتِّينغٌ أَم أَمِّيرسِيّه  | Gemeinde Utting am Ammersee                 | 4٬532      | 19            |
| بَلْدَة ڤِيلجِيْرتسهُوفِن       | Gemeinde Vilgertshofen                      | 2٬648      | 27            |
| بَلْدَة ڤَآيْل               | (Gemeinde Weil (Oberbayern                  | 3٬789      | 44            |
| بَلْدَة ڤِيندآَخْ             | Gemeinde Windach                            | 3٬769      | 25            |

### البلدَات الحُرَّة
| اِسم البلدَة   | ٱلِٱسم بالأَلمانِيَّة        | المِساحَة (كم²) |
| ------------ | ----------------------- | ------------- |
| بَلْدَة أَمِّيرسِيّه | Gemeindefreies Ammersee | 47            |

## معرض الصور

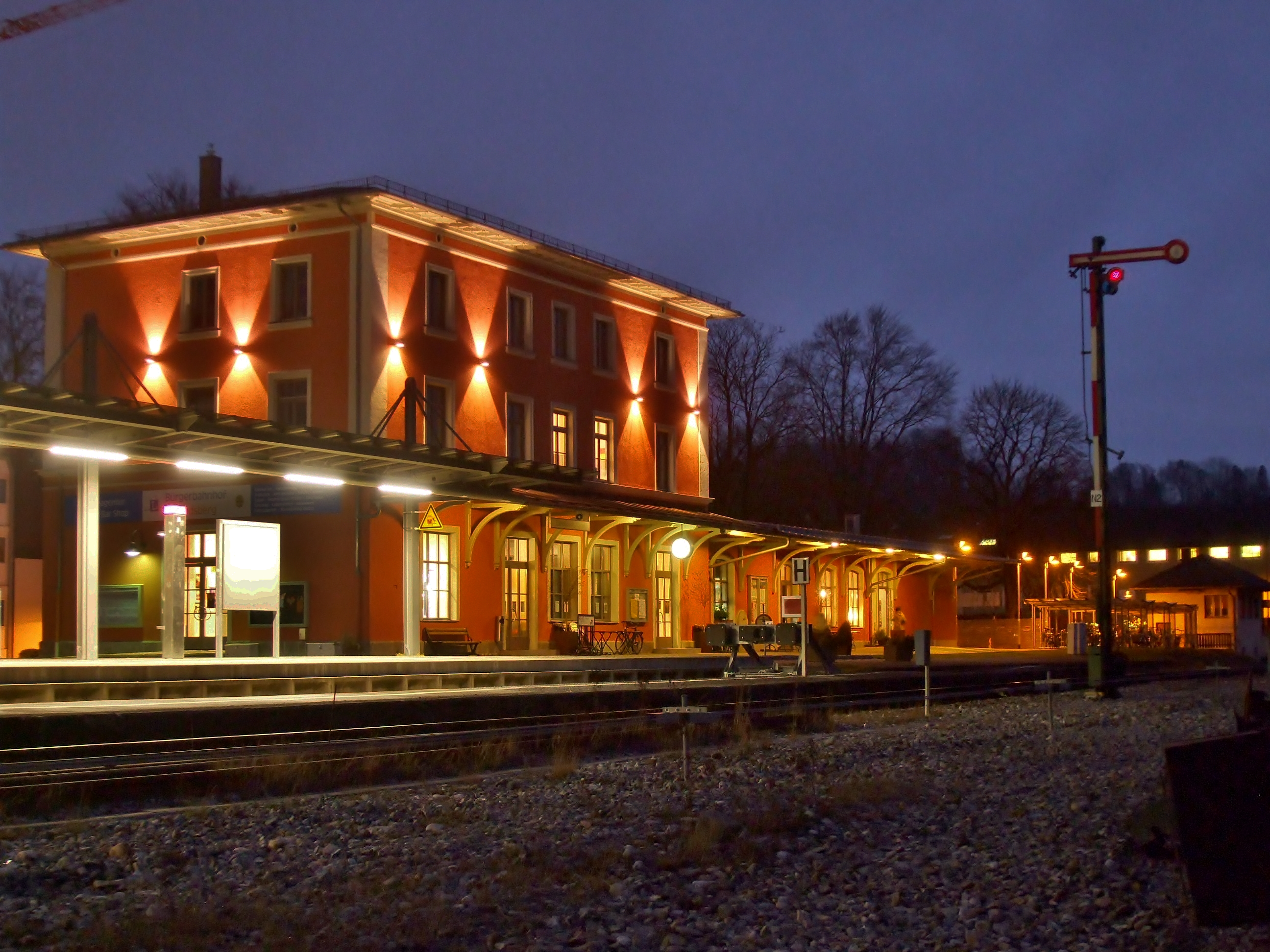
محطَّة قِطَار مدِينَة لَانْدسبِيرغٌ أَم لِش.
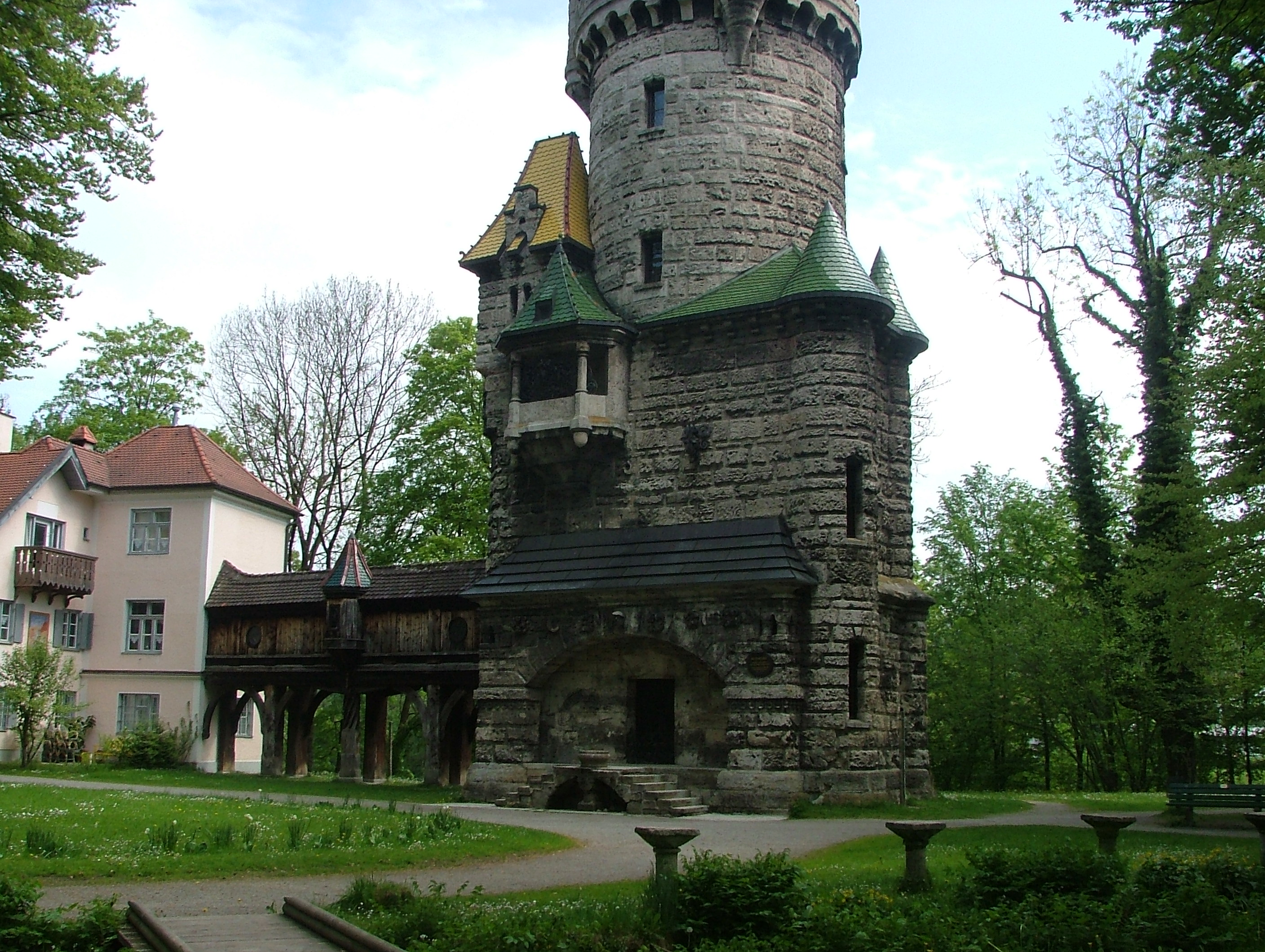
صُورة عِناقٌ الفَن المورُوث لِلهندسة المِعمارِيَّة مع المُعاصِرة.
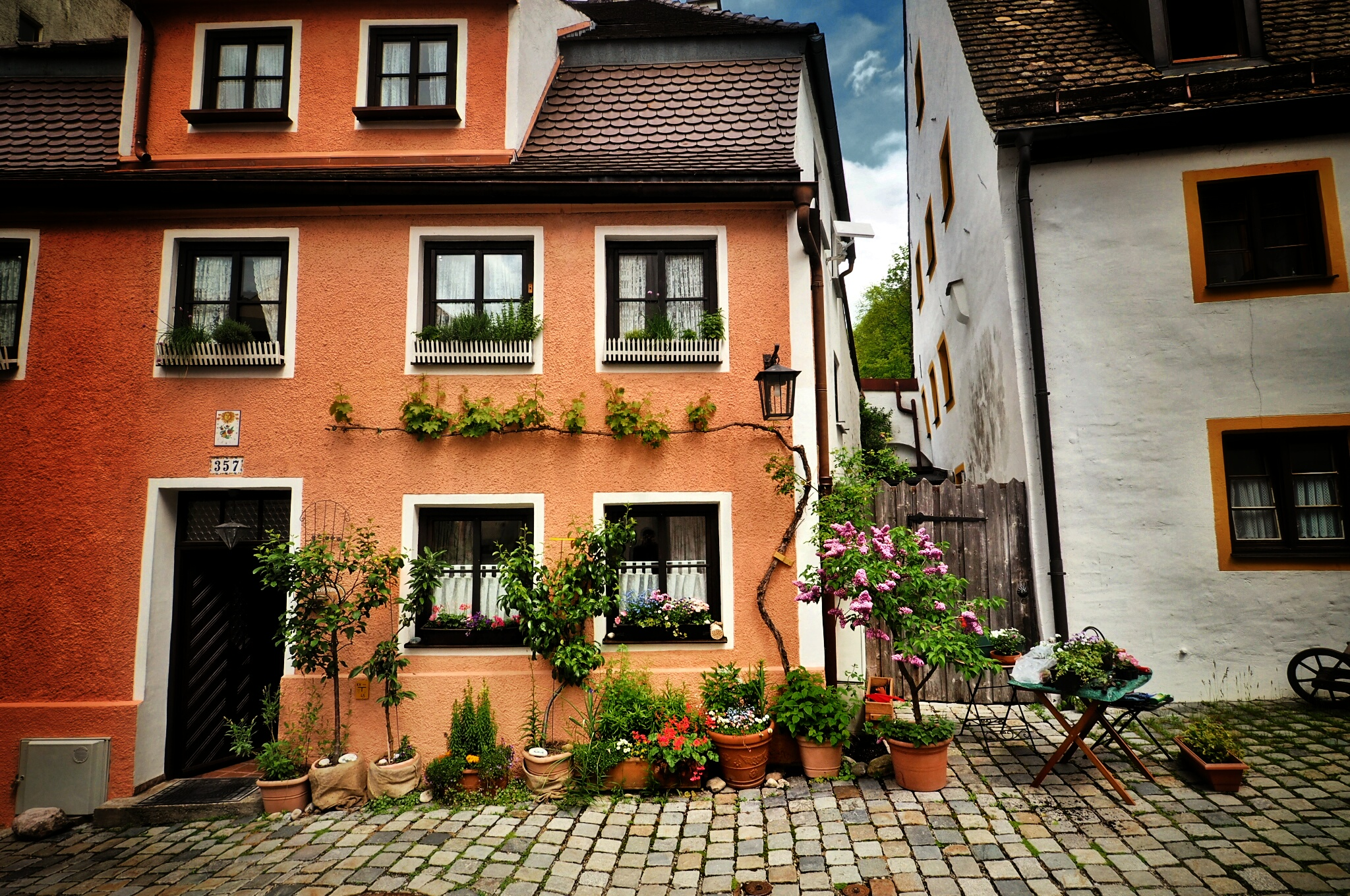
صُورة بِعدسة ستِيفان لِواجِهة إِحدِي منازِل مِنطقَة لَانْدسبِيرغٌ أَم لِش.
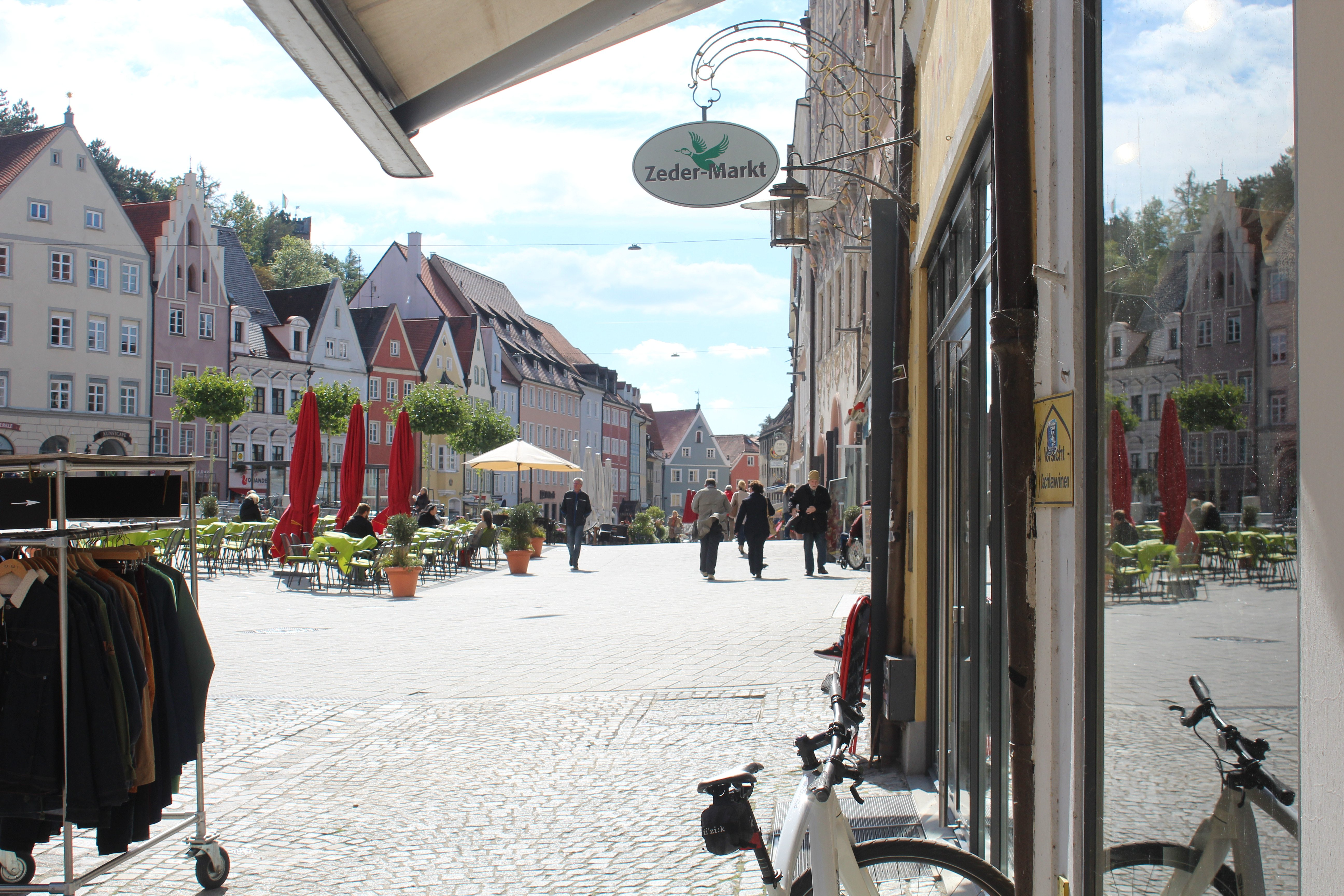
مِنطقة فِي وسط مدِينة لَانْدسبِيرغٌ أَم لِش.

## وصلات خارجية
- الصّفحة الرّسميّة لِمِنطقَة لَانْدسبِيرغٌ أَم لِش (بالألمانية)